# Barchov (okres Pardubice)
Obec Barchov (německy Barchau) se nachází v okrese Pardubice, kraj Pardubický. Žije zde 335 obyvatel.

## Historie
První písemná zmínka o obci pochází z roku 1327.
Právo užívat znak a vlajku bylo obci uděleno rozhodnutím Poslanecké sněmovny Parlamentu České republiky dne 11. července 2019.

## Obyvatelstvo
| Rok            | 1869 | 1880 | 1890 | 1900 | 1910 | 1921 | 1930 | 1950 | 1961 | 1970 | 1980 | 1991 | 2001 | 2011 | 2021 |
| -------------- | ---- | ---- | ---- | ---- | ---- | ---- | ---- | ---- | ---- | ---- | ---- | ---- | ---- | ---- | ---- |
| Počet obyvatel | 400  | 470  | 442  | 423  | 432  | 430  | 409  | 270  | 263  | 208  | 225  | 146  | 162  | 186  | 289  |
| Počet domů     | 48   | 49   | 49   | 51   | 57   | 65   | 66   | 70   | 63   | 59   | 60   | 67   | 70   | 74   | 115  |